# Murchison-Falls-Nationalpark

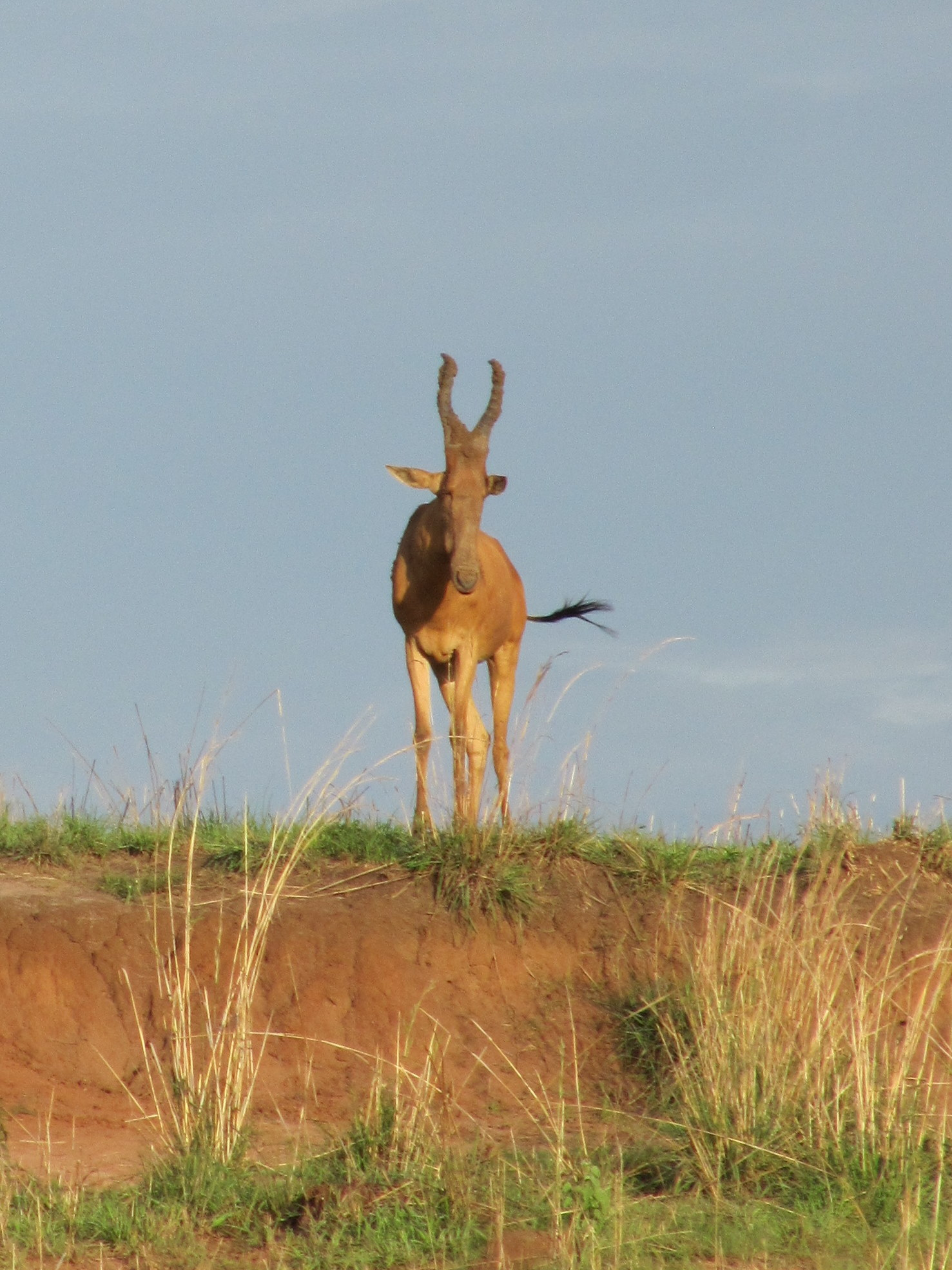
Lelwel oder Jackson-Kuhantilope (A. b. lelwel) im Murchison-Falls-Nationalpark

Der Murchison-Falls-Nationalpark ist ein Nationalpark im Nordwesten Ugandas, der nach der Wasserfall-Strecke Murchison Falls benannt ist. Er hat eine Fläche von 3877 km² und liegt etwa 625 bis 1300 m über dem Meeresspiegel. Die Zufahrt befindet sich etwa 230 km von Kampala entfernt.

## Biodiversität
Der Murchison-Falls Nationalpark stellt das größte geschützte Gebiet des Landes dar. Zusammen mit den angrenzenden, auf 600 bis 1300 m hoch liegenden Wildreservaten von Bugungu (473 km²) und Karuma (675 km²) erstreckt sich das Gebiet unter der Bezeichnung Murchison Falls Conservation Area auf einer Fläche von 5.025 km².
In den Savannenengebieten im Norden des Parks leben typische Savannenarten wie Löwen, Afrikanische Büffel, Elefanten, Uganda-Kobs (eine in Uganda verbreitete Antilopenart) und die seltene Rothschild-Giraffe. Im Süden findet sich hauptsächlich Trockenwald. Der Westen wird von hügeligem Grasland und Papyrussümpfen dominiert, die östliche Baumsavanne ist durch dichten Wald von den Grassavannen getrennt. 
Namensgebend für den Park ist der Murchison-Wasserfall. Dort stürzt der Viktoria-Nil, der zum Weißen Nil gehört, in imposanter Weise mit 43 m Fallhöhe über eine Stufe, nachdem er sich durch eine Engstelle des Ostafrikanischen Grabens gezwängt hat, und fließt in den Albertsee, den er in nördlicher Richtung wieder verlässt. Damit bildet der Viktoria-Nil an dieser Stelle die Westgrenze des Nationalparks. Unter dem Murchison-Wasserfall gibt es Nilkrokodile, die sich auch von Tieren ernähren, die Opfer des Wasserfalls wurden, wie Flusspferde und Vögel. Auch der seltene Schuhschnabel ist dort zu finden.
Im Südosten des Parks liegt der Budongo-Wald (Bodongo Forest Reserve), in dem typische Regenwald-Bewohner und vor allem mehrere Populationen von Schimpansen leben.

## Geschichte
Die Bunyoro Wildlife Reserve als Teil des Parks wurde bereits 1910 als Wildreservat gegründet. Das ursprünglich ohnehin dünn besiedelte Gebiet um die Murchison Falls wurde ab 1930 nach einem erneuten Ausbruch der Schlafkrankheit von der britischen Kolonialverwaltung evakuiert, um die Ausbreitung der Erkrankung einzudämmen, da es im gesamten Gebiet zahlreiche Tse-Tse-Fliegen gibt. Erst danach entstand die Idee des Wildparks und des Schutzes der (unmittelbar um die Fälle) beeindruckenden Naturlandschaft. 
Winston Churchill hatte während eines Besuchs in den 1920er Jahren die Idee, eine Brücke über die Fälle zu bauen. Die einzige Möglichkeit eines befestigten Übergangs über den Nil wurde 1961 in Form einer Fußgängerbrücke unmittelbar am oberen Rand der Fälle geschaffen. Diese wurde 14 Monate später bei einem Hochwasser 1962 weggespült. Da die Brücke das spektakuläre Panorama sowohl von oberhalb als auch von unterhalb beeinträchtigt hatte (sie wäre auf jedem Foto der Murchison Falls aus fast jeder Perspektive mit im Bild), wurde sie nicht erneuert, obwohl die im Fels verankerten Betonstützen heute noch vorhanden sind und einen stabilen Eindruck machen.
1954 wurde aus dem Reservat der Murchison-Falls-Nationalpark. In der Zeit ab 1960 und vor der Machtübernahme Idi Amins zählte der Park zu den meistbesuchten touristischen Zielen in Ostafrika, die luxuriöse Lodge in Paraa musste den Vergleich mit anderen Luxus-Unterkünften in der Region nicht scheuen.
Nach dem Beginn der Diktatur von Idi Amin Dada wurde der Park 1972 in Kabalega-Nationalpark (Kabalega Falls National Park) umbenannt. Gleichzeitig übernahmen korrupte Offiziere die Macht im Park, die Elefanten wurden zur „Gewinnung“ von Elfenbein mit Maschinengewehren zu Hunderten geschlachtet. Auch andere Tierarten, vor allem Löwen und Leoparden wurden wegen ihrer Felle und Trophäen bis fast zur Ausrottung bejagt. Die Bestandszahlen der Elefanten fielen von 14.309 Exemplaren im Jahr 1973 über 6.030 im folgenden Jahr auf 2.246 im Jahr 1975. Die einst nebeneinander vorkommenden Spitzmaul- und Breitmaulnashörner wurden ausgerottet. Während in den 1960er Jahren die zu große Elefantenpopulation schwere Schäden an Bäumen und Sträuchern mit teilweise beginnender Versteppung und Erosion des vorherigen Buschlandes insbesondere nördlich des Nils hervorgerufen hatten, waren die großen Flächen danach fast völlig frei von größeren Wirbeltieren. Bis in die späten 1990er Jahre galt die West-Nile-Provinz als Unruheherd, in dem verschiedene Rebellengruppen, insbesondere der sogenannten Lord’s Resistance Army mit ihren Kindersoldaten, aktiv waren. Ab Ende der 1990er Jahre wurde die touristische Infrastruktur hergestellt und ausgebaut.
Größere Ölfunde im Bereich des Albertgrabens haben dazu geführt, dass für den Transport eine große Straße mit Brücke über den Victoria-Nil mitten durch den Murchison-Falls-Nationalpark gebaut wird.

## Infrastruktur und Tourismus

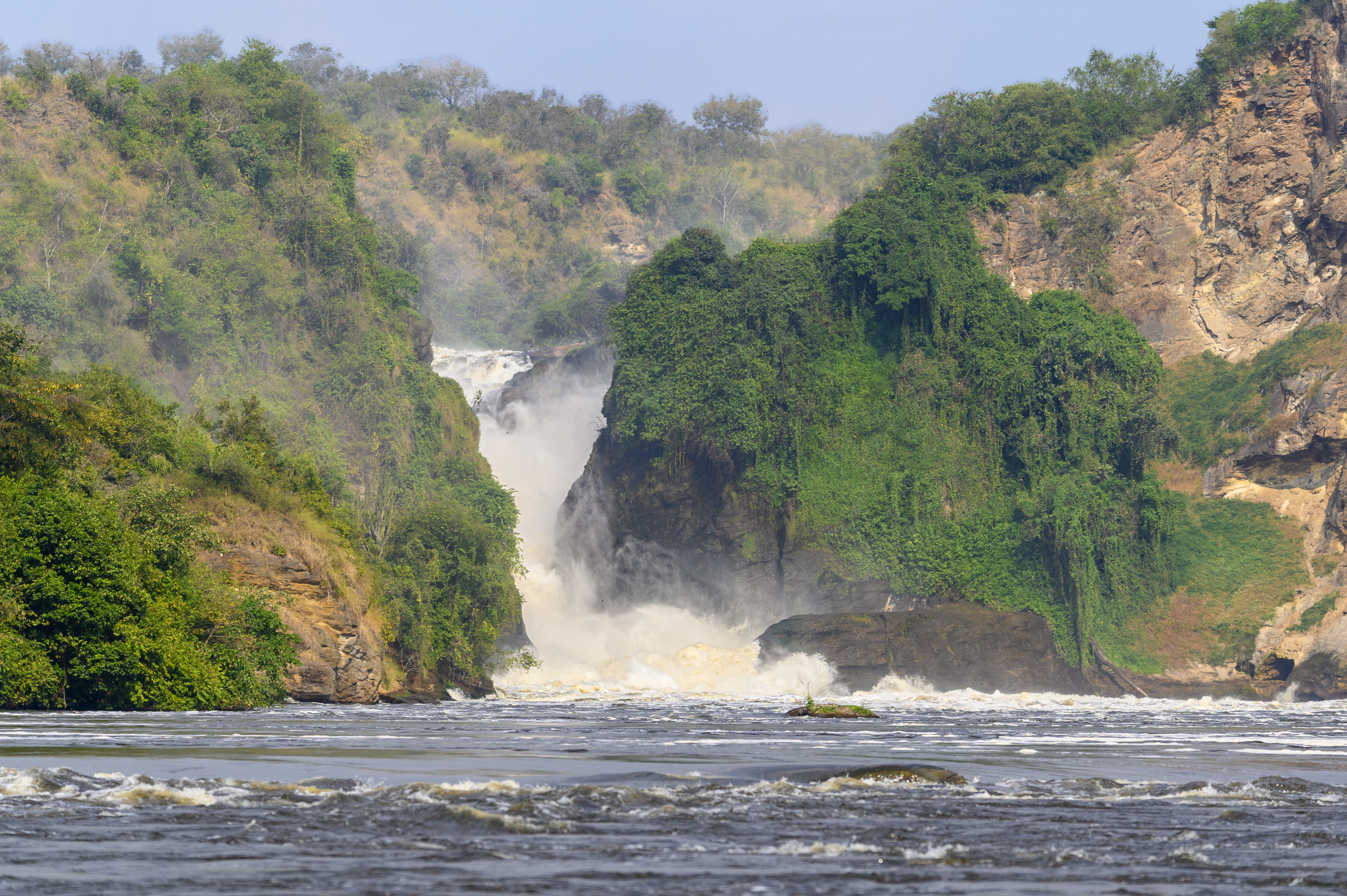
Murchison Wasserfälle vom Nil aus gesehen

Der Park ist von Kampala aus in etwa 5 Stunden Fahrzeit über Luweero – Nakasongola – Masindi (asphaltierte Straße bis Masindi) oder von Norden kommend über Pakwach zu erreichen.